# 沁河 (邯郸市)

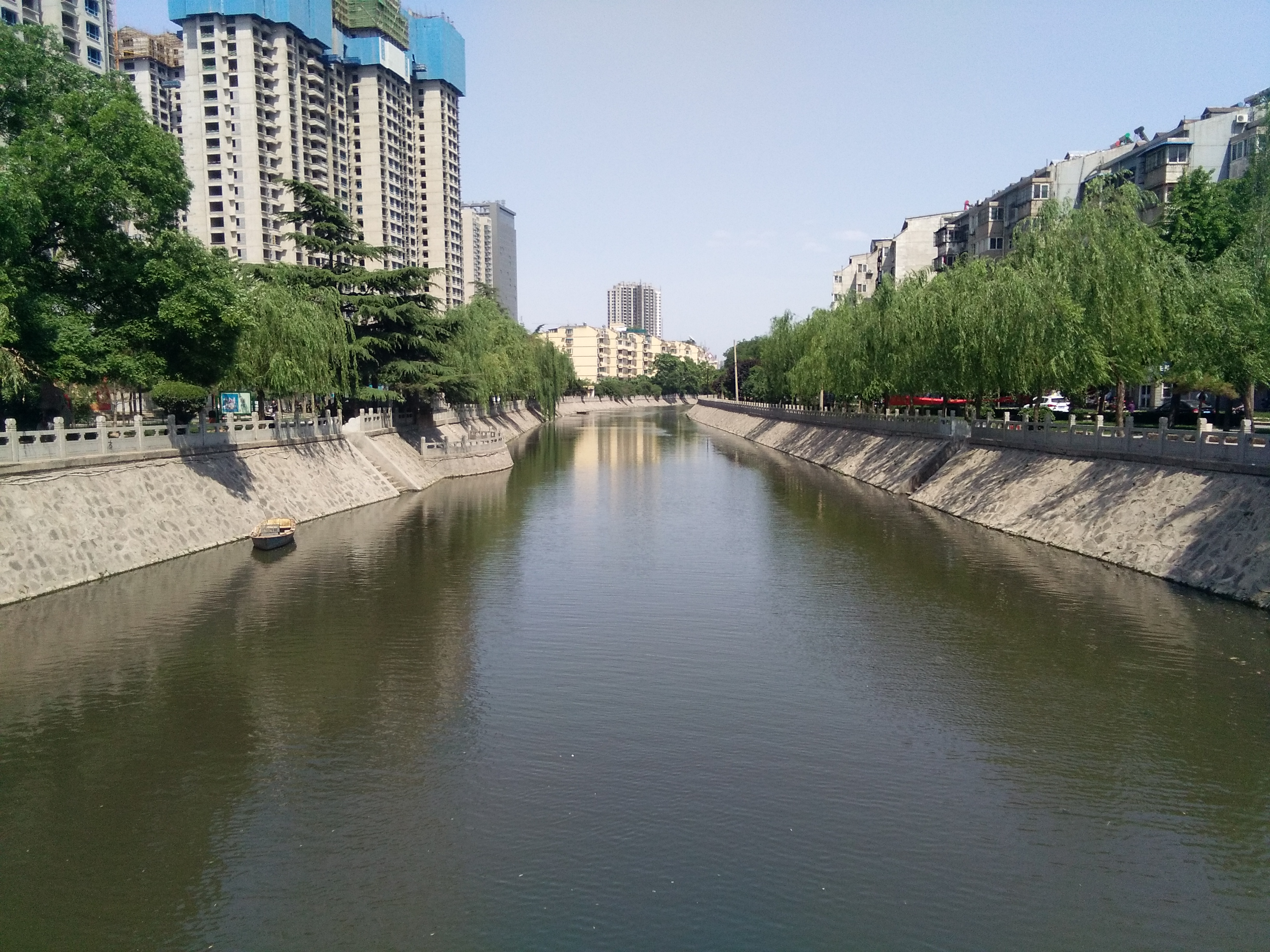
邯郸市主城区的沁河

沁河原名牛首水，位于河北省邯郸市主城区内，是贯穿邯郸东西主城区的几条主要河流之一，属滏阳河支流。现为季节性河流，降水多时，河流径流速度快，水面变宽，冬春季节水量较少。由于近几年市政府的大力整治，使得沁河又出现了“三面荷花，四面柳”，鱼虾成群的景色。

## 流域
沁河发源于邯郸市西部武安市堵山山区附近的野河，也有说是源头在邯郸县西部的拐头山、紫山附近，上游由南北两支小河流汇流集而成，或是邯郸县的康庄乡的西店子、停驷头等村，自西向东流经古城路、彭家寨村、前进大街沁河桥，到沁河名苑南行，路过复兴路沁河桥南行到孟仵村向东继续流去，到铁路大院向北，连续流经火车南北铁路、浴新大街沁河桥往东北前行，穿过环城西路沿着京深线继续北流，过人民路到丛台路后经过陵西大街，进入沁河沿岸绿化带一直东行，途经学步桥、中华大街、新兴大街、曙光街、光明大街、滏西大街等数条主要交通干线，在市区东北部苏曹附近与滏阳河交汇，全长43.8公里，一说35.9公里，从齐村大坝到滏阳河交汇处段的主城区流域长11.7公里，河床宽为25米，总流域面积达147平方公里。

## 污染
1957年，邯郸市区西部的齐村修建大坝后，将沁河上游夏季时节降水直接导入北面的输元河流域内，沁河下游的主河道则负责承接主城区的沥水。上世纪70年代以，沁河水还是清的，清河里也有不少的鱼虾，沿岸居民在岸边垂钓、洗衣、戏水。可是到了80年代以后，由于下游地区缺少清水的补充，在加上沿岸农业灌溉过度用水，钢厂等企业污水以及近百个排污口直接排入河内，沁河的水质日益恶化，再加上对缺乏污水处理设施、排污管网的不完善等，沁河逐步形成一条臭水沟。即便如此，沁河流经邯郸主城区时，被沿岸居民在河道两边所堆积的生活垃圾和建筑垃圾所包围，原有绿植和绿化也被破坏，绿草地被个人私占，私搭乱建，甚至还用于种菜、饲养家畜等，而河道岸边的路面也毁损严重。

## 开发

### 修建沿河公园

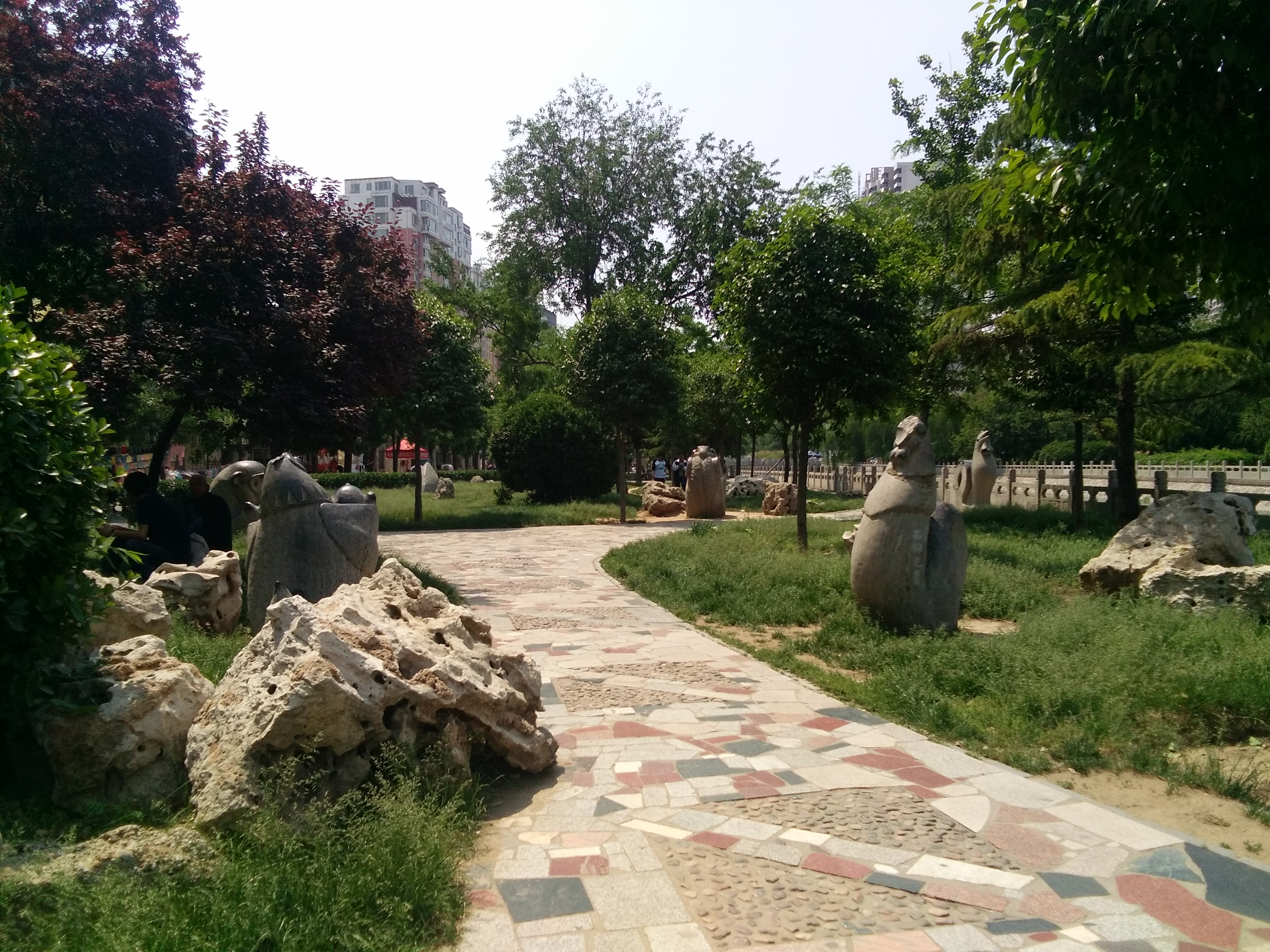
沁河两岸的绿化带，逐步成为沁河带状公园景观。

面对日益严重恶化的沁河，1983年市政府决定根治和开发沁河，在陵西大街和滏东大街之间修建了沁河公园，让沁河和滏阳河一样，在主城区内形成了一道绿色生态走廊。近年来，市政府又在滏阳河、沁河等河流沿岸绿化带地区加强对公共健身器材的建设，成为市民休闲娱乐健身的出去之一。

### 清水入沁
21世纪以来，为了解决“五河绕城”的水源问题，市政府提出“清水入沁”工程，让东武仕水库和岳城水库为水源地，通过民有四支渠和高级渠将两大水库清水直接注入沁河，达到“退污还清”的目的，市水质监测部门也对沁河水质建立多个检测点进行检测。

### 清淤工程
- 2000年到2001年，市政府开展“沁河清淤护坡”工程[參⁠ 10]。
- 2004年，再次对沁河主城区人民路至滏阳河入口处，全长4150米的河段进行清淤。清淤后的邯郸市西污水处理厂竣工并正式投入运行，每天可以处理污水6.8万吨，约有3万吨被处理过的清水注入沁河[參⁠ 10][參⁠ 16]。
- 2005年，市政府投资14亿元人民币用于滏阳河、沁河的清淤治理，要求工程做到“河畅、水清、岸绿、景美”的目的[參⁠ 21][參⁠ 22]。

- 2014年，市政府提出不但要把沁河打造成富民、便民的绿色生态景观带，还要加强沁河沿岸的治理对于改善当地群众生活环境、以及加强河流排涝能力[參⁠ 23]。
- 2016年4月11日，市政府第三次组织沁河主城区段的清淤工程，这次清淤总长度约为6000米，从市区西边的前进大街一直到东边联纺路附近的滏阳河交汇处[參⁠ 10]，并且启动雨污水分流[參⁠ 24]和黑臭水体整治工作[參⁠ 25]。

## 活动
- 2015年，邯郸市沁河小学开展“美丽沁河梦”及“沁河绿”等一些列公益环保行动，来加强青少年对环境保护的意识[參⁠ 26][參⁠ 27]。
- 2017年，邯郸市机关单位组织数百名志愿者在五四青年节这一天来到沁河沿岸，进行清理环境，打扫卫生等志愿活动[參⁠ 28]。